# KGHM Polska Miedź
KGHM Polska Miedź (zkratka Kombinat Górniczo-Hutniczy Miedzi) je polská těžební a metalurgická společnost, zaměřená zejména na těžbu a zpracování stříbra a mědi. V těžbě stříbra je společnost druhá na světě, v mědi patří do první desítky. V Polsku patří mezi největší společnosti vůbec, v roce 2009 měla konsolidované tržby ve výši 12,1 mld zlotých (asi 78 mld Kč). Akcie společnosti jsou obchodovány na varšavské burze a jsou součástí indexu WIG 20. Největším akcionářem je polský stát, který drží 31,8 % akcií. Společnost vlastní čtvrtinu polského mobilního operátora Polkomtel.